# Good Girls Go to Paris
Good Girls Go to Paris és una pel·lícula de comèdia romàntica estatunidenca de 1939 dirigida per Alexander Hall i protagonitzada per Melvyn Douglas i Joan Blondell.

## Argument
Jenny Swanson, una cambrera d'una petita ciutat universitària el somni de la qual és anar a París, es barreja amb una família benestant de Nova York.

## Repartiment
- Melvyn Douglas com Ronald Brooke
- Joan Blondell com Jenny Swanson
- Walter Connolly com Olaf Brand
- Alan Curtis com Tom Brand
- Joan Perry com Sylvia Brand
- Isabel Jeans com Caroline Brand
- Alexander D'Arcy com Paul Kingston
- Clarence Kolb com Ted Dayton Sr.
- Howard Hickman com Jeffers

## Producció
La pel·lícula estava pensada originalment per ser protagonitzada per Charles Boyer i Jean Arthur. Arthur va marxar primer, seguit de Boyer. Boyer va rebutjar l'oferta de protagonitzar Cita d'amor.

## Recepció
El crític del The New York Times Frank Nugent, va opinar que el repartiment s'esforça massa, i "l'efecte general, en conseqüència, no és tant el d'apel·lar a l'instint humorístic de l'espectador com un atac contra ell". P. S. Harrison la va valorar com "una comèdia força bona" i va aconsellar als exhibidors: "Hauria d'anar amb les masses, perquè la història lleugera no té problemes".